# Pseudospongosorites suberitoides
Pseudospongosorites suberitoides är en svampdjursart som först beskrevs av Diaz, van Soest och Pomponi 1993.  Pseudospongosorites suberitoides ingår i släktet Pseudospongosorites och familjen Suberitidae.
Artens utbredningsområde är North Carolina. Inga underarter finns listade i Catalogue of Life.